# Jordi Escura
Jordi Escura Aixas (Andorra la Vella, 19 aprile 1980) è un ex calciatore andorrano, di ruolo difensore.

## Carriera

### Club
Ha sempre giocato in Spagna, dalla quarta alla sesta serie del campionato.

### Nazionale
Dal 1998 al 2011 ha giocato 65 partite in Nazionale.